# 巴格達大學
巴格達大學（阿拉伯语：‎ Jāmi'at Baghdād）是伊拉克巴格達的一所大學，是該國最大的大學，也是阿拉伯世界僅次于開羅大學的第二大大學。

## 歷史
1908年巴格達法學院建立，此即其前身。1956年巴格達的哈利法大学由美國耶穌會成立，成為該國第一所大學。伊拉克政府也打算自己建一所大學，於是整合了多家學院形成巴格達大學，校區位於底格里斯河河畔。而哈利法大學也在1968年政變之後併入巴格達大學。2018年該大學首次列入泰晤士高等教育世界大學排名，2019年排名在801-1000位之間。

## 外部連接
- 官方網站 （页面存档备份，存于） （阿拉伯文）
- 官方網站 （页面存档备份，存于） （英文）

33°16′26″N 44°22′39″E / 33.27389°N 44.37750°E